# ドーバー海峡海戦 (1917年)
ドーバー海峡の海戦は、第一次世界大戦中の1917年4月20日夜から4月21日にかけてドーバー海峡で戦われた海戦。

## 背景
1917年4月20日、ドイツ海軍の2隊の水雷艇がドーバー海峡を襲撃した。目的は沿岸の連合国軍陣地の砲撃と、機雷原(ドイツ軍艦艇がイギリス海峡に侵入するのを防ぐためのもの)をパトロールする連合国軍艦艇との交戦であった。夜半前、6隻の水雷艇がカレーを、残り6隻がドーバーを砲撃した。

## 戦闘
イギリス海軍の2隻の嚮導艦ブロークとスウィフトがドーバー付近を哨戒しており、4月21日早くにグッドウィン・サンズ付近でドイツの駆逐艦と交戦した。 混戦の中、スウィフトがドイツ軍のG85を魚雷で撃沈した。ブロークはG42に激突して2隻は離れられなくなり、ドイツの水兵はイギリス艦へ乗り込もうとして白兵戦になった。その後、自由になるとG42は沈没した。

## 結果
スウィフトの損害は軽微であった。一方、ブロークの被害は大きく、曳航されて帰港した。他の10隻のドイツ水雷艇は損失もなく帰投した。

## 文献
- Baldwin, H. W. World War I: An Outline History. New York: Harper and Row, 1962.
- Chatterton, E. K. The Auxiliary Patrol. London: Sidgwick and Jackson, 1923.
- Liddle, Peter H. The Sailor's War, 1914-1918. New York: Stirling, 1985.